# Уцілілий (роман Гонсалеса)
«Уцілілий» (англ. Survivor) — роман жахів американського письменника Хесуса Ф. Гонсалеса. Роман опублікований 2002 року видавництвом Delirium Books під назвою «Материнський інстинкт». Більшість критиків класифікують та розглядають як зразок піджанру «жорстких жахів», оскільки роман Гонсалеса в графічних деталях досліджує такі суперечливі теми, як зоофілія, канібалізм, каліцтво, некрофілія та фільми про смерть.

## Сюжет
Коли Бред та його дружина Ліза спланували романтичний вікенд у подорожі, Ліза в захваті і сподівається поділитися чудовою новиною зі своїм чоловіком, що вона вагітна. Однак перспектива їх відпустки майже миттєво постає під великим питанням, оскільки вони випадково беруть участь у бійці на дорозі, а Бреда згодом за необачне керування заарештовує місцевий окружний шериф. Невдовзі Ліз викрадає група садистів, які планують якнайжорсткіше її катувати та записати весь жахливий акт на фільм для отримання прибутку. У маленькій хижці в лісі, де викрадачі тримають її в полоні, вона зустрічає свого «колегу-партнера» по снаф-фільму: мазохіста, який добре розбирається у різноманітних збоченнях й з нетерпінням чекає, щоб катувати Ліз. У відчайдушній спробі врятував своє життя та життя своєї ненародженої дитини, Ліз укладає угоду з викрадачами, пропонуючи життя іншої невинної людини замість свого, відмовившись від усіх моралей, аби лише вижити.

## Історія написання
В інтерв'ю «Книгазмі» автор Дж. Ф. Гонсалес пояснив, як його власний випадок агресії на дорозі надихнув на початкову концепцію його роману «Материнський інстинкт», яка з часом отримала назву «Уцілілий». Далі він також пояснює свої цілі такої жорстокої та невблаганної історії: «Моїм початковим наміром було не написати щось з поляризуючим ефектом, а просто описати читачу вихід з пекла, періоду. У той час, коли я почав писати оповідання „Материнський інстинкт“, який згодом перетворив на роман „Уцілілий“ — я не мав уявлення, як роман буде розгортатися чи закінчуватися в цьому питанні. Герої [самі] розповідали мені цю історію. Мене, як і кожного, жахнуло те, що трапилося, але я також зрозумів, що якщо я відмовлюся, якщо змушу певні сюжетні точки або мотивації піти іншим шляхом безпечнішим та „щасливішим“ шляхом, [роман] стане неправдивим».

## Відгуки
Відгуки про роман «Уцілілий» Х. Ф. Гонзалеса був переважно позитивним з моменту йрнр початкового виходу в 2004 році. Коли в 2006 році «Уцілілий» отримав контракт та перерозподіл з Leisure Books, «Нью-Йорк таймс» опублікував на нього рецензію, де схвально написав: «[Уцілілий] відштовхує ваші очі від сторінки, а потім повертає їх назад, спонукаючи [до] таких вісцеральні стосунків між письменником і читачем, які найкраще створюють описані жахи».

## Історія публікацій
Роман «Уцілілий» вперше було надруковано 2004 року невеликим видавництвом Midnight Library. Невдовзі успіх роману привернув увагу видавництва Leisure Books, які 2006 року перевидали його в розділі «Жахи». Однак, Хесус Ф. Гонсалес, заявив, що це видання йому не сподобалося. Востаннє передруковувався 2011 року видавництвом Deadite Press, на титульній сторінці книги було зазначено «Найкраще видання автора».